# Bobby Hooper
Bobby Joe Hooper (Owenton, 22 dicembre 1946 – Chillicothe, 9 maggio 2024) è stato un cestista e allenatore di pallacanestro statunitense, professionista nella ABA.

## Carriera
Venne selezionato dai New York Knicks all'ottavo giro del Draft NBA 1968 (100ª scelta assoluta).

## Palmarès
- Campione NIT (1968)